# Gordonita
La gordonita és un mineral de la classe dels fosfats que pertany al grup de la laueïta. Rep el nom en honor de Samuel (Sam) George Gordon (21 de juny de 1897, Filadèlfia, Pennsilvània, EUA - 17 de maig de 1953, Cincinnati, Ohio, EUA), mineralogista de l'Acadèmia de Ciències Naturals, a Filadèlfia. Va escriure The Mineralogy of Pennsylvania quan tenia 24 anys. Va fer cinc viatges internacionals per recollir minerals per a la col·lecció Vaux de l'Acadèmia, viatjant a Perú, Bolívia, Xile, Groenlàndia i Àfrica i va descriure 9 noves espècies. També va ser fundador de la Mineralogical Society of America i va ajudar a crear el American Mineralogist.

## Característiques
La gordonita és un fosfat de fórmula química MgAl₂(PO₄)₂(OH)₂(H₂O)₆·2H₂O. Cristal·litza en el sistema triclínic. La seva duresa a l'escala de Mohs és 3,5.
Segons la classificació de Nickel-Strunz, la gordonita pertany a «08.DC: Fosfats, etc, només amb cations de mida mitjana, (OH, etc.):RO₄ = 1:1 i < 2:1» juntament amb els següents minerals: nissonita, eucroïta, legrandita, strashimirita, arthurita, earlshannonita, ojuelaïta, whitmoreïta, cobaltarthurita, bendadaïta, kunatita, kleemanita, bermanita, coralloïta, kovdorskita, ferristrunzita, ferrostrunzita, metavauxita, metavivianita, strunzita, beraunita, laueïta, mangangordonita, paravauxita, pseudolaueïta, sigloïta, stewartita, ushkovita, ferrolaueïta, kastningita, maghrebita, nordgauïta, tinticita, vauxita, vantasselita, cacoxenita, gormanita, souzalita, kingita, wavel·lita, allanpringita, kribergita, mapimita, ogdensburgita, nevadaïta i cloncurryita.
L'exemplar que va servir per a determinar l'espècie, el que es coneix com a material tipus, es troba conservat al Museu Nacional d'Història Natural, situat a Washington DC (Estats Units), amb el número de registre: #137128.

## Formació i jaciments
Va ser descoberta al Clay Canyon, situat a la localitat de Fairfield, dins el comtat de Utah (Utah, Estats Units). També se n'ha trobat als estats de Nevada, Nou Hampshire i Dakota del Sud, així com al Canadà, el Brasil, Alemanya, França, el Marroc, Rússia i Austràlia. A dins els territoris de parla catalana ha estat descrita al massís de l'Albera i al camp de pegmatites de Cotlliure, una vila de la comarca del Rosselló, a la Catalunya del Nord.